# マクスウェル・コルネ
ニャイ・マクスウェル・コルネ（Gnaly Maxwel Cornet, 1996年9月27日 - ）は、コートジボワール・ブレグボ出身のサッカー選手。コートジボワール代表。ポジションはFW。

## 経歴
2012年、FCメスのトップチームに昇格し、2013年8月2日、リーグ・ドゥのスタッド・ラヴァル戦でプロデビューを果たした。
2015年1月16日、オリンピック・リヨンに移籍した。1月25日、古巣FCメス戦でアレクサンドル・ラカゼットとの交代途中出場でリーグ・アンデビューを果たした。2015年10月23日、トゥールーズFC戦でプロ初ゴールを記録した。
2021年8月29日、バーンリーFCと5年契約を締結したことが発表された。移籍金は1500万ユーロで、そのうちの15%はFCメスに支払うことになる。
2022年8月5日、ウェストハム・ユナイテッドFCと5年契約（1年延長オプション）を締結したことが発表された。

## 代表歴
フランス代表として各年代でプレーした。
A代表ではコートジボワール代表を選択し、2017年6月4日のオランダとの親善試合でデビュー。2017年9月5日のワールドカップ予選ガボン戦で代表初得点を挙げた。